# سفارة المغرب في تركيا
سفارة المغرب في تركيا هي أرفع تمثيل دبلوماسي لدولة المغرب لدى تركيا. تقع السفارة بأنقرة العاصمة وهي تهدف لتعزيز المصالح المغربية في تركيا.
محمد علي الأزرق هو السفير الحالي منذ 20 أبريل 2018.

## السفارة
تقع السفارة بزنقة تشيهان رقم 32 ،حي تشانكايا، الرمز البريدي 06700 أنقرة.

## سفراء المغرب في تركيا
| الإسم            | المنصب | بداية الفترة   | تقديم أوراق الإعتماد | نهاية الفترة   | ملوك المغرب              | رؤساء تركيا                 |
| ---------------- | ------ | -------------- | -------------------- | -------------- | ------------------------ | --------------------------- |
| أحمد بنعبود      | سفير   | 1975           |                      | 1985           | الحسن الثاني             | فخري كوروترك/كنعان أورن     |
|                  |        |                |                      |                | الحسن الثاني             | سليمان دميرل                |
| عبد اللطيف أقلال | سفير   | 3 فبراير 1995  |                      |                | الحسن الثاني             | سليمان دميرل                |
| محمد الشرتي      | سفير   | 23 فبراير 1998 |                      |                | الحسن الثاني/محمد السادس | سليمان دميرل\أحمد نجدت سيزر |
| عبد الله زاكور   | سفير   | 30 ابريل 2003  |                      |                | محمد السادس              | عبد الله غل                 |
| محمد لطفي عواد   | سفير   | 21 يناير 2009  |                      | 2016           | محمد السادس              | عبد الله غل/رجب طيب أردوغان |
| المنور عالم      | سفير   | 13 أكتوبر 2016 |                      | 31 يوليوز 2017 | محمد السادس              | رجب طيب أردوغان             |
|                  |        |                |                      |                | محمد السادس              | رجب طيب أردوغان             |
| محمد علي الأزرق  | سفير   | 25 يونيو 2019  | 28 غشت 2019‘         |                | محمد السادس              | رجب طيب أردوغان             |

## المغاربة المقيمين في تركيا
بلغ عدد المغاربة المقيمين في تركيا 5.143 شخصًا بححسب الإحصائيات الرسمية لوزارة الشؤون الخارجية والتعاون الدولي لسنة 2018.